# Три поросёнка (мультфильм, 1933)
«Три поросёнка» (англ. Three Little Pigs) — короткометражный мультфильм, выпущенный 27 мая 1933 года в серии Silly Symphonies Walt Disney Studios через дистрибьютора United Artists. Мультфильм занимает 11 место в списке 50 величайших мультфильмов, составленном историком анимации Джерри Беком в 1994 году. Художник-аниматор этого мультфильма Арт Бэббит.

## Сюжет
Три брата строят собственные дома из кирпича, дерева и соломы. Все они играют на различных музыкальных инструментах: Неф-Неф — на флейте, Наф-Наф — на скрипке, а Ноф-Ноф — на фортепиано. Первые два строят свои дома с большой лёгкостью, после чего весь оставшийся день отдыхают и поют. Третий же, Ноф-Ноф (англ. Practical Pig, Практичный Поросёнок), работает целый день, строя прочный кирпичный дом, но его братья посмеиваются над ним. Он предупреждает, что если они не построят дома лучше, то Серый Волк поймает их. Наф-Наф (англ. Fiddler Pig, Поросёнок-скрипач) и Неф-Неф (англ. Fifer Pig, Поросёнок-флейтист) не обращают на него внимания и продолжают петь песню «Нам не страшен серый волк» (англ. «Who’s Afraid of the Big Bad Wolf?»).
Однажды злой голодный волк (англ. «Big Bad Wolf», букв. Большой Плохой Волк) действительно приходит и сдувает соломенный дом. Флейтист убегает в деревянный дом к брату. Волк притворяется, что сдался и ушёл, но возвращается под видом невинной овечки. Поросята ему не верят, после чего Волк сдувает и деревянный дом. Тогда все три поросёнка собираются в доме из кирпича. Волк прикинулся продавцом щёток и пытается сдуть прочный «волкоупорный» кирпичный дом, но у него не получается. Наконец он пытается войти в дом через дымоход, но Ноф-Ноф снимает крышку кипящего котла, заполненного водой, в которую он добавляет скипидар, и Волк падает прямо в котёл. Визжащий от боли Волк убегает, а поросята снова поют «Нам не страшен серый волк». Тогда Ноф-Ноф стучит, в результате чего два его брата решают, что волк вернулся, и прячутся под кровать.

## Озвучивание
| Персонаж             | Оригинальное озвучивание |
| -------------------- | ------------------------ |
| Большой Злой Волк    | Билли Блэтчер            |
| Практичный поросёнок | Пинто Колвиг             |
| Поросёнок-скрипач    | Мэри Модер               |
| Поросёнок-флейтист   | Дороти Комптон           |

## Награды
- 1933 — Премия «Оскар» за лучший анимационный короткометражный фильм
- 1934 — Золотая медаль за лучшую мультипликационную режиссуру Уолту Диснею на МКФ в Венеции.
- 1994 — внесение под номером 11 в 50 величайших мультфильмов
- 2007 — занесение в Национальный реестр фильмов

## Прочее
- После этого мультфильма песня «Who’s Afraid of the Big Bad Wolf?» (в русском переводе — «Нам не страшен серый волк») стала очень популярной[2].

## Премьеры
- — 27 мая 1933 года состоялась мировая премьера мультфильма в США[3].
- — во Франции мультфильм вышел в прокат 29 сентября 1933 года[3].
- — в Финляндии мультфильм вышел в прокат 1 апреля 1934 года[3].
- — в августе 1934 года фильм демонстрировался в рамках II международного кинофестиваля в Венеции[4]..
- — в СССР мультфильм вышел в прокат 5 декабря 1935 года[5].
- — в Дании мультфильм вышел в прокат 17 ноября 1951 года[3].